# Новобадиковское сельское поселение
Новобадиковское се́льское поселе́ние — упразднённое муниципальное образование в Зубово-Полянском районе Мордовии Российской Федерации.
Административный центр — село Новое Бадиково.

## История
Статус и границы сельского поселения установлены Законом Республики Мордовия от 7 февраля 2005 года № 12-З «Об установлении границ муниципальных образований Зубово-Полянского муниципального района, Зубово-Полянского муниципального района и наделении их статусом сельского поселения, городского поселения и муниципального района».
Упразднено в 2019 году с включением всех населённых пунктов в Старобадиковское сельское поселение (сельсовет).

## Население
| 2002 | 2010 | 2012 | 2013 | 2014 | 2015 | 2016 |
| ---- | ---- | ---- | ---- | ---- | ---- | ---- |
| 634  | ↘533 | ↘516 | ↘505 | ↘496 | ↘455 | ↘435 |
| 2017 | 2018 | 2019 |      |      |      |      |
| ↘423 | ↘413 | ↘404 |      |      |      |      |

## Состав сельского поселения
| № | Населённый пункт | Тип населённого пункта | Население |
| - | ---------------- | ---------------------- | --------- |
| 1 | Новое Бадиково   | село                   | ↘404      |